# Edfu
Edfu ali Idfu, antični Behdet (egiptovsko arabsko إدفو‎‎, Edfu),  je mesto v Egiptu na zahodnem bregu Nila med Esno in Asuanom. Ima približno 60.000 prebivalcev. V njem je bil ptolemajski Horov tempelj in antično naselje Tell Edfu. Kakšnih pet kilometrov severno od mesta so ostanki piramid.

## Horov tempelj
Mesto je slovelo po velikem ptolemajskem Horovem templju, zgrajenem med letoma 237 in 57 pr. n. št., ki je  najbolj ohranjen od vseh Horovih templjev v Egiptu. Zgrajen je iz blokov peščenjaka na mestu, kjer je stal manjši tempelj in Novega kraljestva. Usmerjen  je od vzhoda proti zahodu, se pravi proti Nilu.  

## Tell Edfu
Ostanki starodavnega naselja na Tell Edfu (Grič Edfu) so približno 50 m zahodno od ptolemajskega svetišča, levo od starejšega tempeljskega pilona. Naselje je bilo znano kot Wetjeset-hor. Njegovo latinsko  ime  Apollinopolis Magna  je nastalo iz starogrškega imena Απολλινόπολις, Apollinόpolis.  Po zapisih v Notitia Dignitatum je bil v Apollo superior nastanjen del II. legije Traiana Fortis. 
Četudi je Tell Edfu za turiste skromen in neprivlačen, je v resnici spomenik, ki vsebuje več dokazov o egipčanski zgodovini in je za arheologo mnogo bolj zanimiv kot ptolemajsko svetišče. Velik del naselja je precej uničen, vendar dovolj ohranjem za pridobivanje podatkov  vse do preddinastičnega obdobja.   Podatki dajejo vpogled v razvoj Edfuja kot podeželskega  naselja od konca Starega kraljestva do bizantinskega obdobja.  Edfu je bil upravno središče drugega noma Gornjega Egipta in je imel pomembno vlogo v regiji. Najstarejši del mesta, zgrajen v poznem Starem kraljestvu, stoji na vzhodnem delu griča nedaleč od ptolemajskega templja. Mesto se je razcvetelo v Prvem vmesnem obdobju, ko se je zelo razširilo proti zahodu. Zanimivo je, da je bil Edfu eno od redkih naselij v južnem Egiptu, ki je cvetelo v času, ko je večina mest v Egiptu, predvsem v Nilovi delti,  gospodarsko upadala.
Gomila Tell Edfu je na nekaterih delih ohranjena do višine 20 m in vsebuje popolne arheološke sekvence naseljenosti od Starega kraljestva do grško-rimskega obdobja, se pravi več kot 3000 let zgodovine. Osrednji del najdišča je leta 1921 in 1922 raziskoval  Henri Henne iz Instituta za arheologijo v Lilleu. Njegova skupina je odkrila ostanke majhnega svetišča iz poznega ptolemajskega obdobja, morda Ozirisovo kapelo Psametika I. Henneju sta sledila  Octave Guéraud leta 1928 in Maurice Alliot leta 1931. Raziskovala in izkopavala sta vsak svoje aspekte ostankov naselja. Zgornji sloji naselja vsebujejo bizantinske, rimske in grške ostanke in v jugozahodnem kotu pokopališče iz Starega in Srednjega kraljestva. Slednje je raziskovala francosko-poljska odprava leta 1937-1939 pod vodstvom B. Bruyèreja, J. Manteuffela in Kazimierza Michałowskega in izsledke objavila v treh ločenih  delovnih poročilih.  Od leta 1939 do 2001 ni bilo na žalost nobenih podrobnih raziskav in odkritij. Izjema so bile raziskave Barryja Kempa z  Univerze v Cambridgeu. Od leta 2001 projekt Tell Edfu vodi Nadine Moeller iz Orientalskega instituta Univerze v Chicagu. Sedanje delo je osredotočeno na vzhodni del najdišča, v katerem so odkrili upravno središče starega mesta z ostanki stebriščne dvorane iz poznega Srednjega kraljestva in veliko žitnico, v kateri so se hranile mestne rezerve žita. Žitnica je iz drugega vmesnega obdobja (17. dinastija). Arheologi so izkopali najmanj sedem okroglih silosov s premerom 5,5 do 6,5 m,ki so največji, kar so jih odkrili v kakšnem staroegipčanskem mestnem središču.
V Edfuju niso odkrili nobenih velikih zgradb iz obdobja pred 5. dinastijo. Na starodavnem pokopališču so mastabe iz Starega kraljestva in grobnice iz kasnejših obdobij. Pred začetkom Novega kraljestva se je nekropola preselila na zahod v Hager Edfu in nato v Poznem obdobju na jug v Nag’ el-Hassayo. Celotno področje se je imenovalo Behedet. Boga Hora so tukaj častili kot Bedehetskega Hora.
Ena od tukajšnjih mastab je pripadala Isiju, lokalnemu uradniku iz 6 dinastije, ki je bil »veliki upravitelj noma Edfu«. Živel je v med vladavinama faraona Džedkare Isesija iz 5. dinastije in Pepija I. iz 6. dinastije.  Bil je guverner, sodnik, vodja kraljevih arhivov in »največji med deseterico na jugu«. Kasneje je postal živ bog, ki so ga častili v Srednjem kraljestvu. Ko je moč 6. dinastije in Starega kraljestva začela pojemati, so regionalni guvernerji in uradniško plemstvo v provincah, oddaljenih od centralnega središča oblasti, dobili veliko moč.
- Ulica v Edfuju
- Prvi pilon
- Horov tempelj
- Horov kip v edfujskem templju

## Ruševine piramid
Približno 5 km južno od Edfuja so na zahodnem robu vasi Naga el-Goneima ostanki sedmih majhnih podeželskih stopničastih piramid. Zgrajene so iz grobega rdečega peščenjaka in visoke okoli 5,5 m. Eno od njih pripisujejo faraonu Huniju iz 3. dinastije. Njihov namen ni znan. Raziskave piramid od leta 2010 opravljajo arheologi iz   Orientalskega instituta Univerze v Chicagu.

## Apollinopolis Magna
V helenističnem obdobju in Rimskem cesarstvu je bilo mesto znano kot Apollonopolis Magna ali Apollinopolis Magna (gško πόλις μεγάλη Ἀπόλλωνος, pólis megále Apóllonos, latinsko Apollonos Superioris [urbs]). Po Ptolemaju je Apollinopolis spadal v Hermontitski nom, vendar se ga običajno obravnava kot glavno mesto noma  Vedžes-Hor. V rimskem obdobju  je bil sedež dela rimske II. legije Traiana. Meščani so bili sovražniki krokodila in hkrati njegovi častilci.
Staro mestno jedro je zaslovelo zaradi dveh templjev, ki se poleg templja v Denderi štejeta za vzorec svetih zgradb Egipta. Večji tempelj je dobro ohranjen in izkopan. Manjši tempelj, katerega včasih napačno imenjejo Typhonium, je verjetno privesek večjega.  Kipi v njem prikazujejo rojstvo in šolanje mladega Hora, katerega starše  so častili v večjem templju. Glavni tempelj je posvečen Noumu. Njegova simbola sta sončni disk, ki ga podpirata rogati kači, in razširjena krila jastreba. Kipi predstavljajo potovanje sonca, Phre-Hor-Hata, gospodarja neba, v njegovi barki (Bari) po urnem krogu. Lokalno ime okolice Apollinopolisa je bilo Hat. Noum je bil stiliziran kot Hor-hat-kah ali Hor, zavetnik Hata. Božanstvo je tudi eno iz apolinopolske triade, ki sta jo sestavljala še Ator in Hor-Senet. Člani triade so mladostni bogovi, ki s prsti kažejo proti svojim ustom.  Pred razvozlanjem hieroglifov so jih imeli za podobe Harpokrata.
Vhod v večji apolinopolski  tempelj tvori 15 m visok portal (πυλών, pilón), obdan z dvema kriloma (πτερά, pterá) v obliki prisekane piramide, visoke 33 m. Krili sta visoki deset nadstropij z okroglimi okni za vstop svetlobe. V njih so bile verjetno sobe ali  spalnice svečenikov in služinčadi templja. Na podpornikih vrat sta bila v načrtu dva kamnita bloka, ki naj bi domnevno nosila glavi dveh kolosalnih kipov. Za vhodom je velik kvadraten prostor,  obdan s stebriščem. Na nasprotni strani je portik (pronaos), visok 16 m, ki ima tri vrste po šest stebrov z različnimi bogato okrašenimi kapitéli. Tempelj je 44 m širok  in 129 m dolg z vhodoma na nasprotnih straneh. Vsi zidovi so v celoti prekriti s hieroglifi. Glavno dvorišče se po širokem stopnišču spušča v portik. Celoten kompleks je obzidan s 6,1 m visokim in zelo debelim obzidjem. Podobno kot drugi egipččanski templji, je tudi ta služil tudi kot trdnjava. Čudoviti skrbno izdelani kipi so iz ptolemajskega obdobja. Najstarejši del templja je dal zgraditi Ptolemaj VI. Filometor leta 181 pr. n. št. 
Apollonopolis Magna je postal krščanska škofija, sufragan metropolitskega sedeža Ptolemais, upravnega središča rimske province Thebais Secunda. Pisni dokumenti omenjajo imena morda petih njenih škofov. Škofijski sedež je bil ukinjen. Apollonopolis Magna je zdaj eden  od  naslovnih sedežev katoliške cerkve.

## Podnebje
Podnebje v Edfuju je po Köppnovi podnebni klasifikaciji razvrščeno v vroče puščavsko podnebje (BWh). 
| Podnebni podatki za Edfu        | Podnebni podatki za Edfu | Podnebni podatki za Edfu | Podnebni podatki za Edfu | Podnebni podatki za Edfu | Podnebni podatki za Edfu | Podnebni podatki za Edfu | Podnebni podatki za Edfu | Podnebni podatki za Edfu | Podnebni podatki za Edfu | Podnebni podatki za Edfu | Podnebni podatki za Edfu | Podnebni podatki za Edfu | Podnebni podatki za Edfu |
| Mesec                           | Jan                      | Feb                      | Mar                      | Apr                      | Maj                      | Jun                      | Jul                      | Avg                      | Sep                      | Okt                      | Nov                      | Dec                      | Letno                    |
| ------------------------------- | ------------------------ | ------------------------ | ------------------------ | ------------------------ | ------------------------ | ------------------------ | ------------------------ | ------------------------ | ------------------------ | ------------------------ | ------------------------ | ------------------------ | ------------------------ |
| Povprečna visoka temperatura °C | 23.6                     | 25.6                     | 29.4                     | 34.4                     | 38.7                     | 40.6                     | 40.5                     | 40.5                     | 38.3                     | 35.8                     | 30.3                     | 25.2                     | 33.6                     |
| Povprečna dnevna temperatura °C | 15.5                     | 17                       | 20.6                     | 25.4                     | 29.9                     | 31.7                     | 32.1                     | 32.1                     | 30.2                     | 27.5                     | 22                       | 17.2                     | 25.1                     |
| Povprečna nizka temperatura °C  | 7.5                      | 8.5                      | 11.9                     | 16.5                     | 21.1                     | 22.9                     | 23.7                     | 23.8                     | 22.1                     | 19.2                     | 13.7                     | 9.3                      | 16.7                     |
| Povprečna količina padavin mm   | 0                        | 0                        | 0                        | 0                        | 0                        | 0                        | 0                        | 0                        | 0                        | 0                        | 0                        | 0                        | 0                        |
| Vir: Climate-Data.org           |                          |                          |                          |                          |                          |                          |                          |                          |                          |                          |                          |                          |                          |